# Frankiska Schweiz

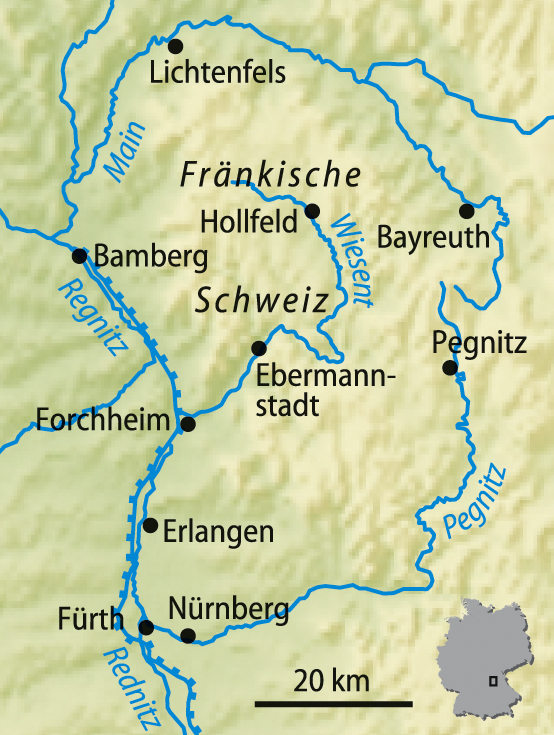
Frankiska Schweiz

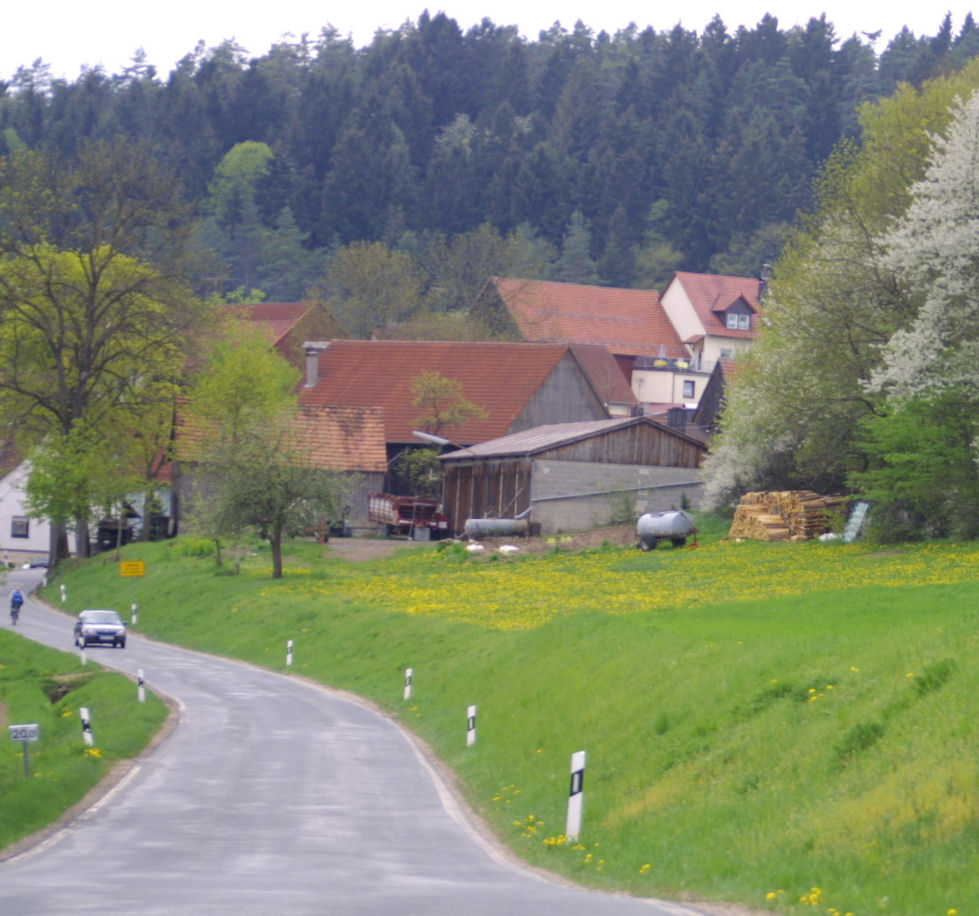
By i Frankiska Schweiz

Frankiska Schweiz (på tyska Fränkische Schweiz) är ett område i Franken i norra Bayern i Tyskland. Området begränsas ungefär av triangeln som utgörs av städerna Bamberg, Bayreuth och Nürnberg. 
Frankiska Schweiz är med ett 70-tal ölbryggerier världens bryggeritätaste region och är dessutom en av de äldsta och mest populära semesterregionerna i Tyskland.

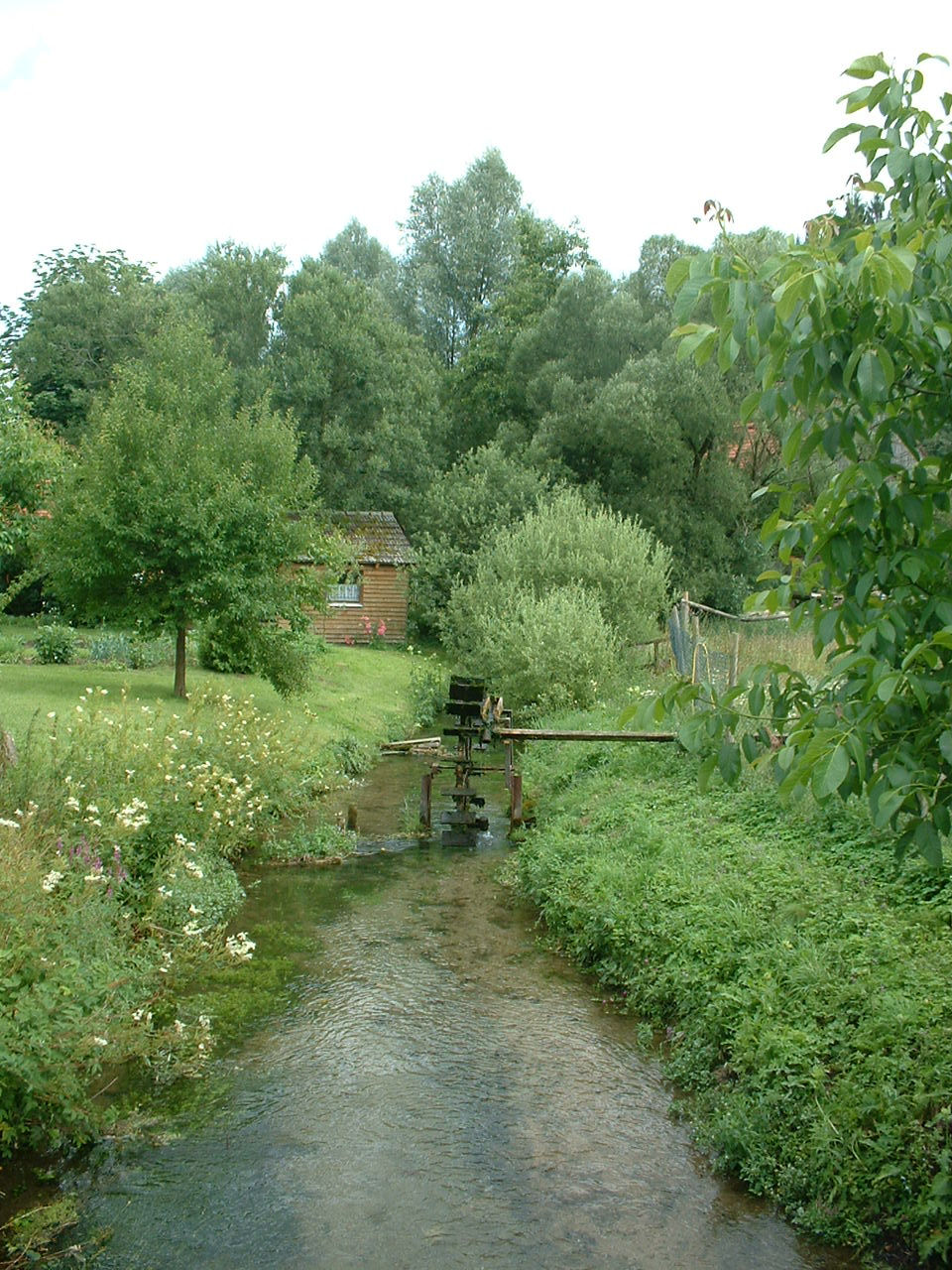
Ån Wiesent
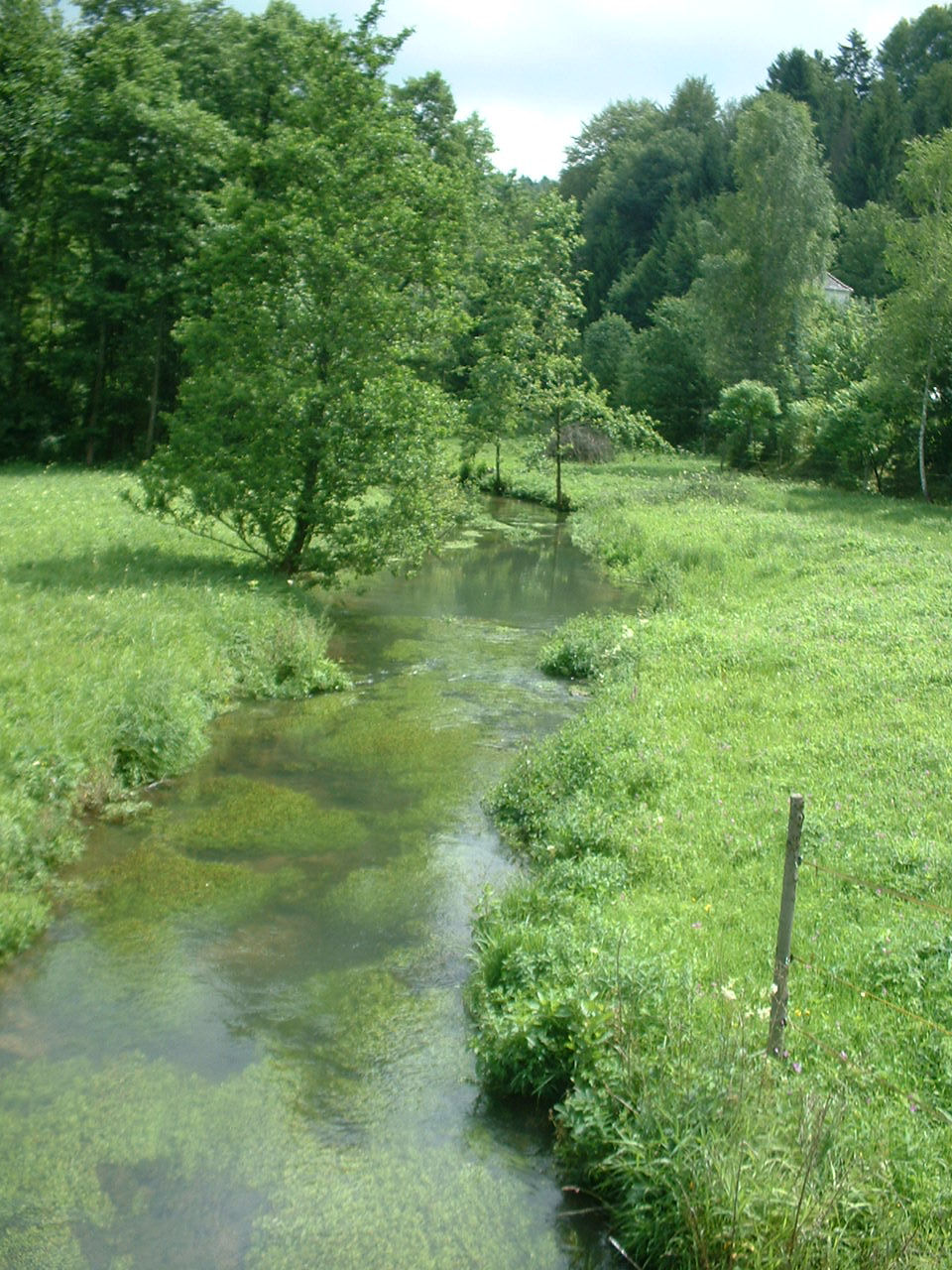
Bäcken Aufseß
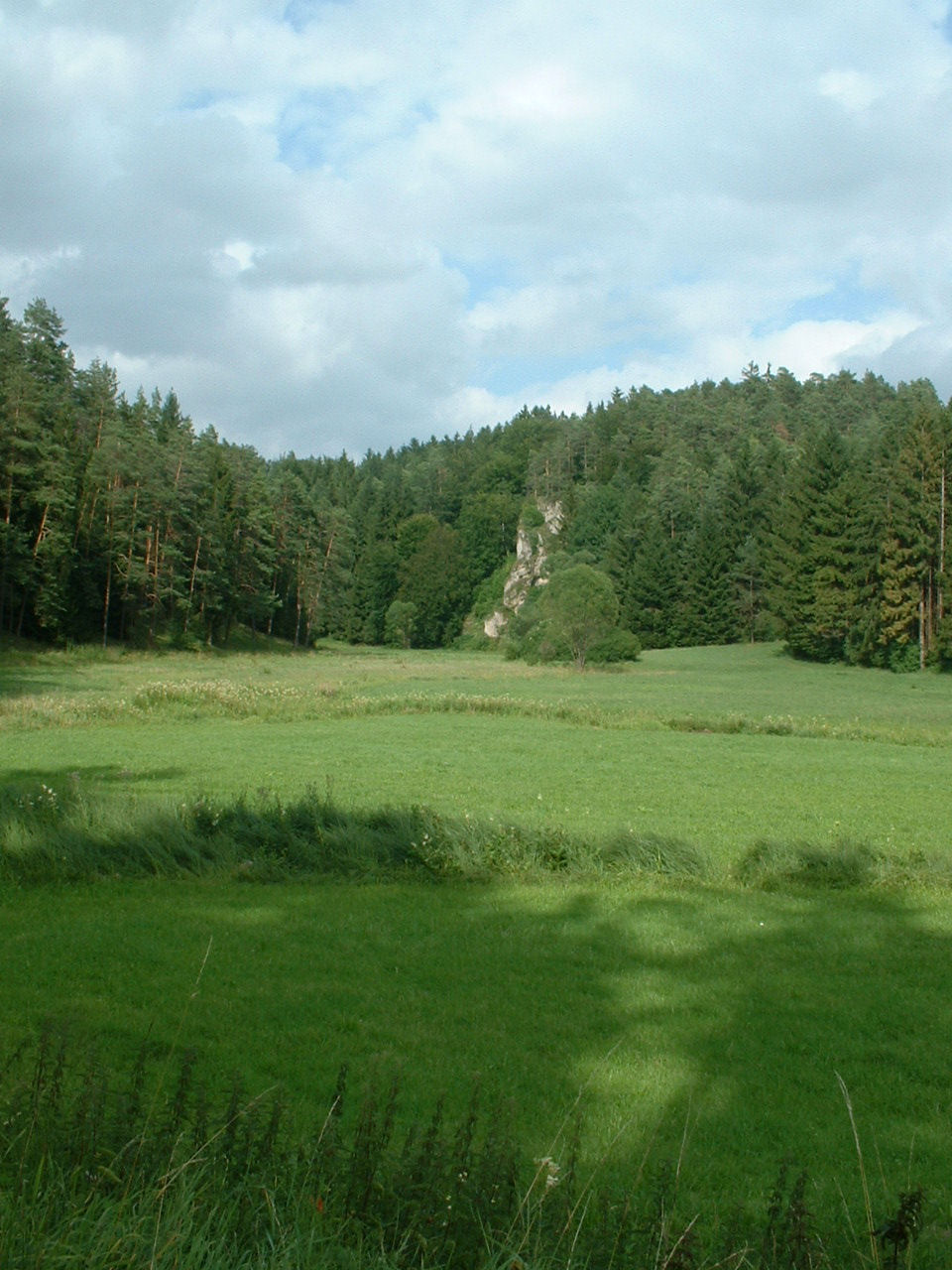
Landskap
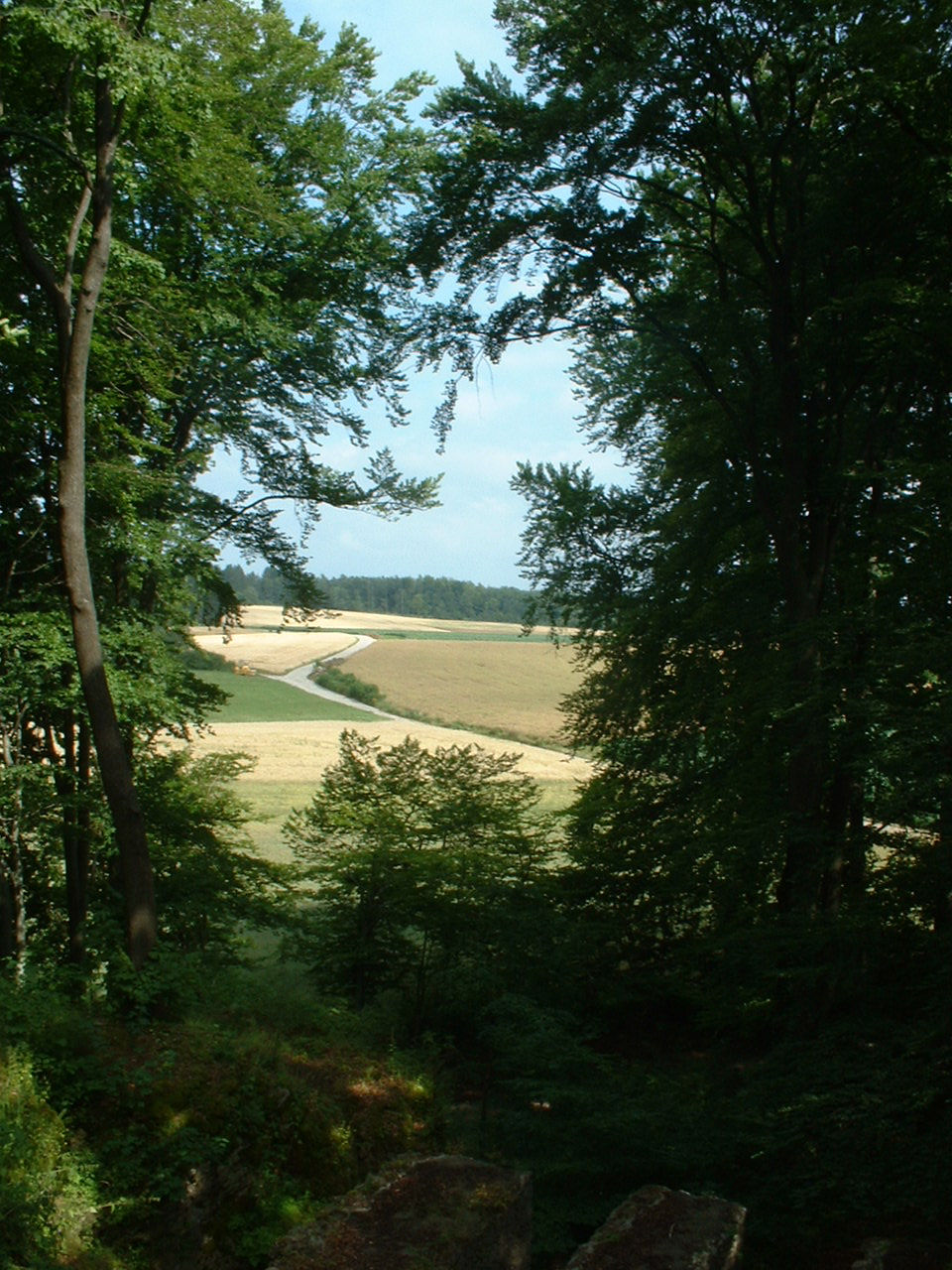
Landskap
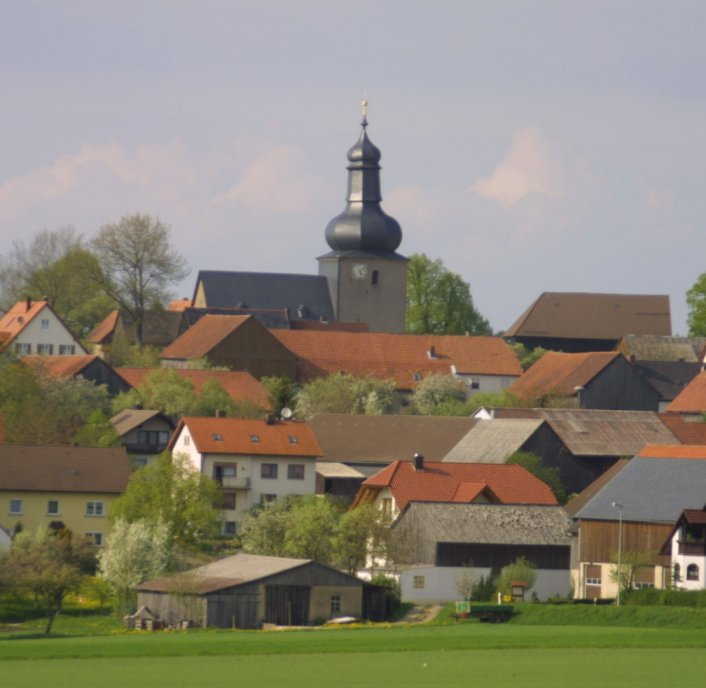
Kyrkan i byn Hohenpölz
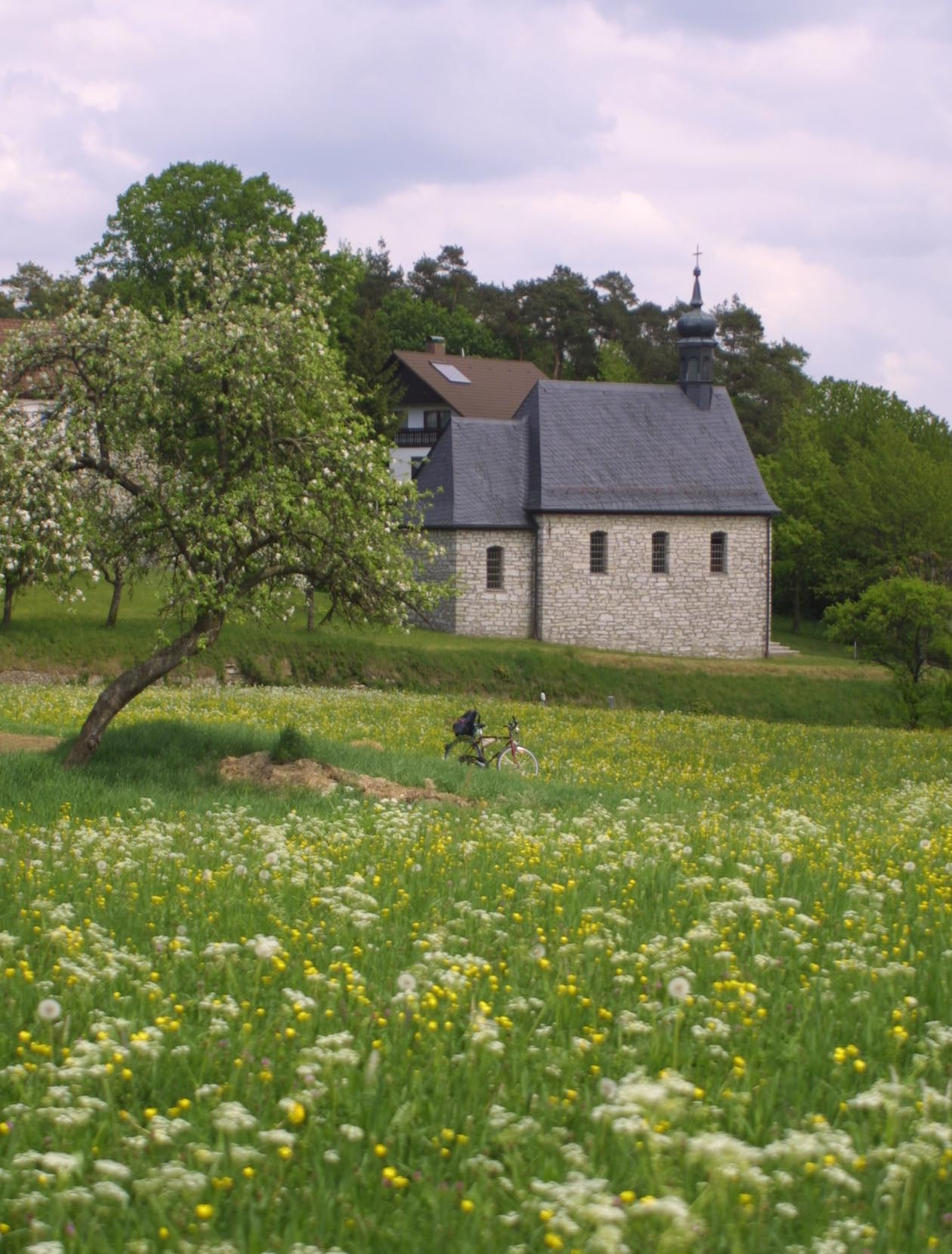
Bykapellet i byn Laibarös nära Bamberg
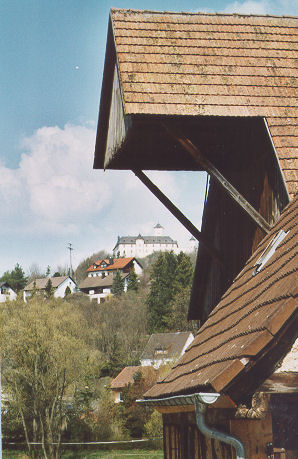
Utsikt från Heiligenstadt mot slottet Greifenstein
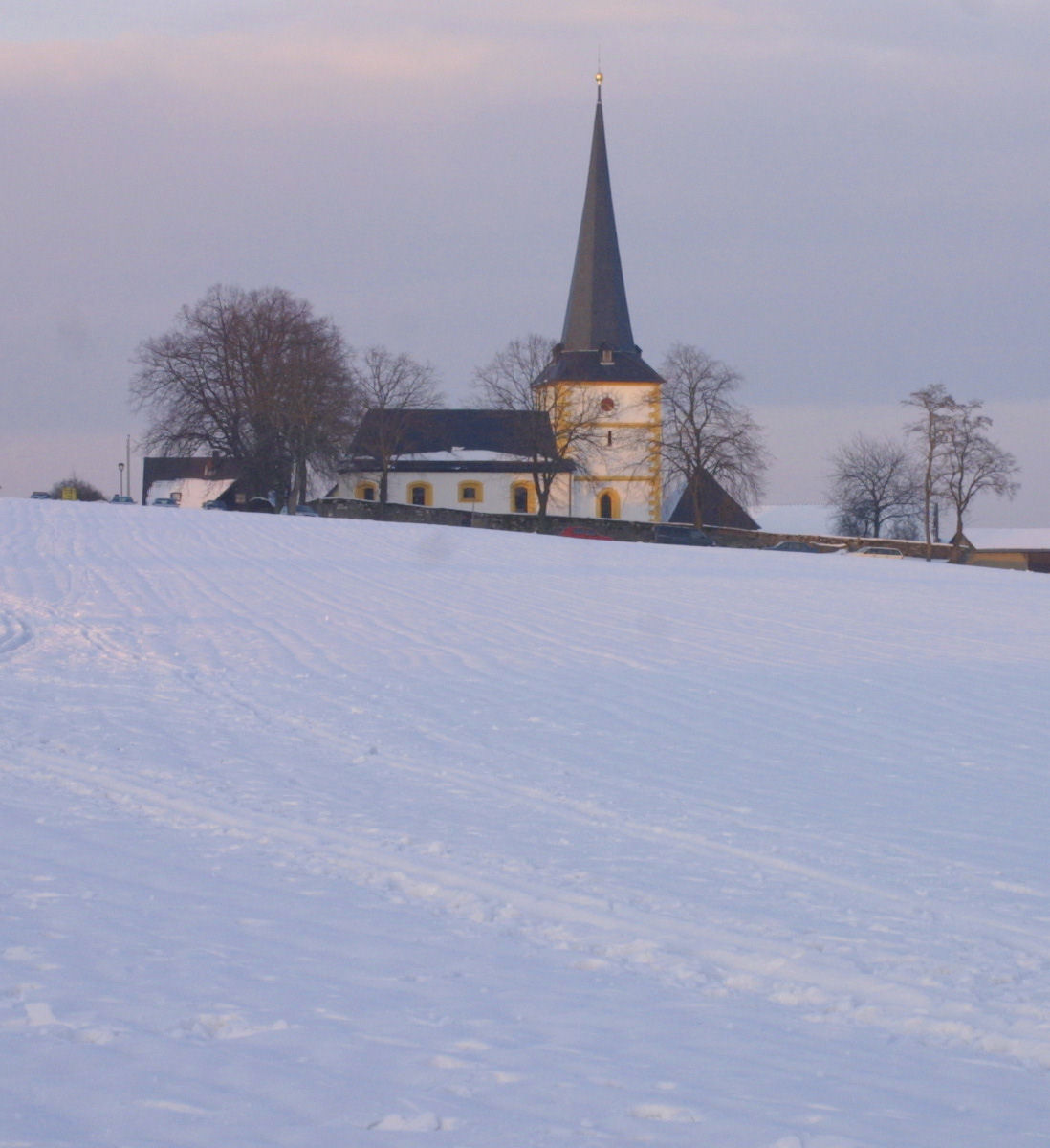
Kyrkan i byn Teuchatz